# Университет Халла
Университет Халла, University of Hull, также известен как Халлский университет, Hull University — университет в Англии в г. Халл (Кингстон-апон-Халл) в Восточном райдинге Йоркшира.

## История
Хотя он был основан в 1927 году, то есть после 1-й мировой войны, его часто относят к «краснокирпичным университетам» в широком смысле этого выражения.. В 1954 году университет получил Королевскую хартию, позволяющую присваивать учёные степени. В 1960 году построена Библиотека Бринмора Джонса.
Основной кампус расположен у дороги в г. Коттингем к северо-западу от города, и ещё один, меньшего размера — в ближайшем городе Скарборо. В основном кампусе также находится Медицинская школа Халл-Йорк, совместный проект с Йоркским университетом.
Поэт Филип Ларкин работал в университете библиотекарем библиотеки Бринмора Джонса. В университете также работали поэт Эндрю Моушен (en:Andrew Motion) и режиссёр Энтони Мингелла.

Университет входит в ассоциацию университетов Европы Утрехтская сеть.